# François Soudan
Pour les articles homonymes, voir Soudan (homonymie).
François Soudan, né le 14 décembre 1952 à Wallers (Nord), est un journaliste français. Il collabore à Jeune Afrique depuis 1977 et en est le directeur de la rédaction depuis 2007.

## Jeunesse
Né le 14 décembre 1952 à Wallers, d’un père médecin et d’une mère puéricultrice, petit fils d’un colonel qui combattit à la fin de la Première Guerre mondiale, François Soudan a effectué ses études secondaires au lycée Haffreingue-Chanlaire de Boulogne-sur-Mer[réf. souhaitée]. Diplômé de l’École supérieure de journalisme de Lille (1975) et de l’Institut d'études politiques de Grenoble (1977), il découvre l’Afrique en tant que coopérant, enseignant à Ouidah au Bénin. Après un mémoire de fin d’études sur le Rassemblement démocratique africain et ses rapports avec le Parti communiste français à la fin des années 1950, il rejoint la rédaction de l’hebdomadaire Jeune Afrique à Paris en octobre 1977.

## Carrière
Il exerce comme rédacteur, chef d’enquête puis grand reporter. François Soudan couvre pour Jeune Afrique l’indépendance du Zimbabwe et la victoire de Robert Mugabe en 1980,, la guerre civile angolaise, le conflit tchado-libyen[réf. souhaitée], la guerre Iran-Irak (il fait partie du premier groupe de journalistes à se rendre dans la ville kurde de Halabja bombardée à l’arme chimique en mars 1988), le conflit du Sahara occidental et la fin du régime d’apartheid en Afrique du Sud. Rédacteur en chef puis[réf. souhaitée], à partir de 2007, directeur de la rédaction de l’hebdomadaire,, François Soudan est l’un des deux vice-présidents de Jeune Afrique Media Group, société éditrice de Jeune Afrique et de plusieurs autres publications. Il est également membre du comité de rédaction du périodique La Revue, fondé par Béchir Ben Yahmed.

## Ouvrages
François Soudan est l’auteur de plusieurs ouvrages parus entre 1984 et 2018 : 
Mandela l’indomptable,,
Kaddafi, la CIA et les marchands de mort, Groupe Jeune Afrique, coll. « Jeune Afrique Livres Collection Actuel », 1987 (ISBN 978-2-85258-385-6). 
Le marabout et le colonel, 
François Soudan et Paul Kagamé, L'homme de fer: conversations avec Paul Kagamé, président du Rwanda, IDM, 2015 (ISBN 978-2-36942-044-6). 
Auteurs:Alpha Condé (Auteur), François Saudan (Interviewer), Une certaine idée de l'Afrique : entretiens avec François Soudan, Favre, Lausanne, 2020, 151 p. (ISBN 9782828918446, OCLC 1142748490),.

## Vie privée
Depuis 1998, François Soudan est l’époux de la ministre du Tourisme et de l’Environnement de la République du Congo (depuis 2016), Arlette Soudan-Nonault.

## Positions
François Soudan a été critiqué pour ses éloges de dirigeants africains peu démocratiques. Marié à Arlette Soudan-Nonault, ministre dans le gouvernement du président congolais Denis Sassou-Nguesso, il dresse l'éloge de ce dernier et soutient sa décision de mettre fin à la limitation des mandats pour rester au pouvoir. Dans son livre d'entretien avec Paul Kagamé, président rwandais, « perce une réelle admiration — de la complaisance diront certains » pour ce dernier. Les différents articles flatteurs de Jeune Afrique sur la Guinée valent à François Soudan de vives critiques ; il est accusé d'avoir accepté l'argent du service de communication d'Alpha Condé pour renflouer les caisses du magazine.
Au contraire, il n'hésite pas à critiquer Joseph Kabila, président de la république démocratique du Congo, lorsque celui-ci tente de rester au pouvoir en 2017 et le burkinabé Blaise Compaoré lors de sa chute en 2014. De même, il nie toute volonté d'ingérence au Cameroun après ses articles critiques envers Paul Biya. Il s'oppose également au recours en Afrique aux sociétés militaires privées, les « marchands de sécurité », considérant que « se nourrissant de l'insécurité, la tentation est forte, pour eux, de la nourrir ».
Il assume ces choix et considère qu'il se concentre sur « ce que font les dirigeants pour leurs populations sur le plan de la santé, de l’éducation, du développement économique » et non sur les libertés démocratiques.